# Seytroux
Seytroux è un comune francese di 391 abitanti situato nel dipartimento dell'Alta Savoia della regione del Alvernia-Rodano-Alpi.

## Società

### Evoluzione demografica
Abitanti censiti